# فوئنته د کانتس
فوئنته د کانتس (به اسپانیایی: Fuente de Cantos) یک شهرستان در اسپانیا است که در استان باداخس واقع شده‌است.